# نهر مانزاناريس

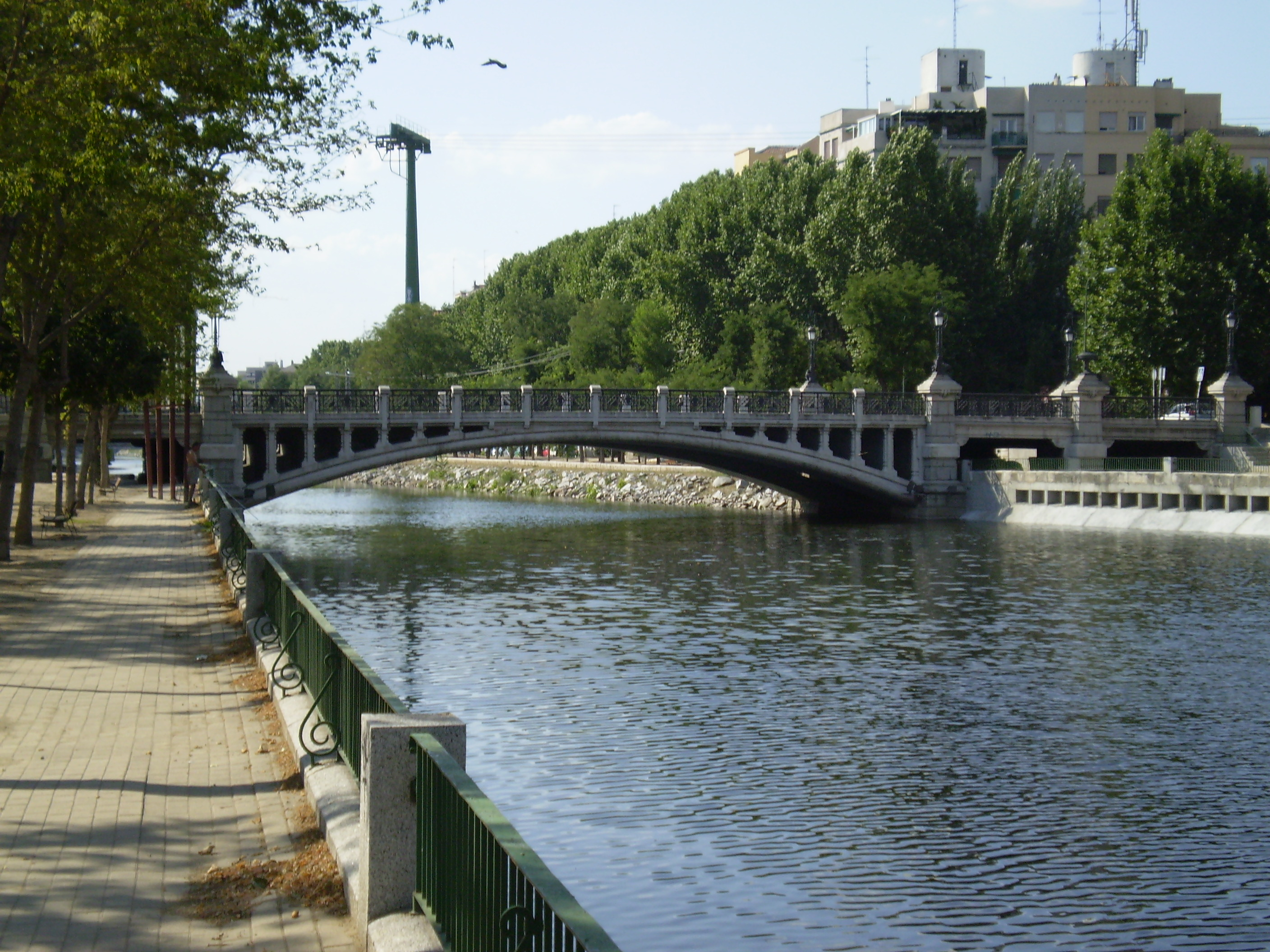
منزنارس في وسط مدريد.

منزنارس (Manzanares) ، وينطق مصطلح مانثاناريس باللغة المحلية، وهو نهر في قلب العاصمة الإسبانية مدريد وبالإمكان نطقه ب«مانثاناريس»، وهو نهر في وسط إسبانيا يمر على مدريد.

## المصدر
منبع منزنارس جبل في سلسلة جبال سييرا دي جواداراما.

## التاريخ
تعود تسمية النهر للقرن الثاني قبل الميلاد، وذلك خلال بناء الامبراطورية الرومانية لمستوطنة على ضفاف نهر منزنارس، وتأسست القرية التي كان «ماتريس» بها فسمي على هذا النهر، وبعد غزوات عدة، خلال القرن الخامس لم يتمكن شعب ماتريس ان يدافع عن ارضه في شبه الجزيرة الإيبرية، وسيطر خصومهم القوط الغربيين على هذه المنطقة .